# Itanglese

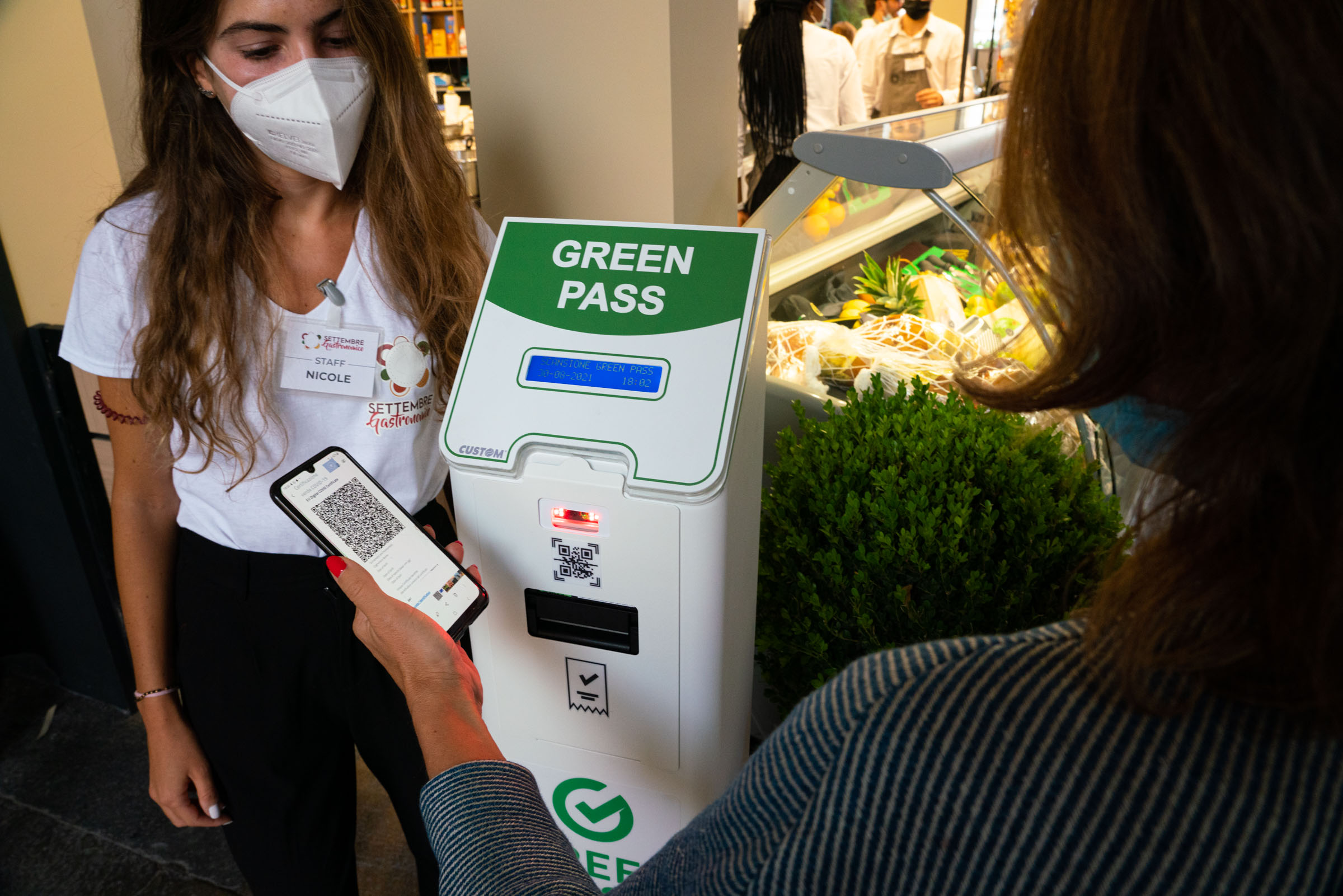
Esempio di pseudoanglicismo in Italia: la locuzione green pass, usata per identificare il Certificato COVID digitale dell'UE. L'espressione non è usata nel mondo anglofono, ma è stata coniata dai media israeliani, e preferita dai media italiani a locuzioni italiane (es. certificazione verde, certificato vaccinale) o mistilingui (es. pass verde). Questa espressione non è stata adottata da tutta l'italofonia: per esempio, in Svizzera erano in uso espressioni quali certificato COVID.

Il termine itanglese viene definito dal dizionario Hoepli come «la lingua italiana usata in certi contesti ed ambienti, caratterizzata da un ricorso frequente e arbitrario a termini e locuzioni inglesi».
In modo analogo a quanto accaduto con fenomeni simili in altre lingue – i cosiddetti spanglish, franglais e denglish (anche denglisch o germish), per citare i più noti – lo sviluppo dell'itanglese ha suscitato l'interesse dell'opinione pubblica e dei linguisti.

## Denominazione
Oggi il termine più comune per indicare il fenomeno è itanglese, parola macedonia da ita(liano) e (i)nglese. Sono stati usati (o lo sono tuttora, in misura minore) anche altri termini, tutti di struttura sostanzialmente simile, come incroci delle parole italiano e inglese (o del prefisso anglo-): angliano, anglitaliano, italese, italglese, italianese, italiese, italinglese, itangliano. Gabriele Valle, linguista attivo sul tema e critico nei confronti dell'itanglese, usa preferibilmente (scrivendo in italiano) il termine inglese itanglish, analogamente composto di ita(lian) "italiano" e (e)nglish "inglese".

## Fenomeno

### Storia
Fino alla seconda guerra mondiale gli anglicismi ebbero un peso relativamente limitato nell'italiano, e furono per la maggior parte integrati nel sistema linguistico attraverso traduzioni, equivalenti, o adattamenti quali calchi o italianizzazione della pronuncia. Un ruolo importante rivestirono anche la mediazione del francese nella ricezione degli anglicismi, così come la politica linguistica operata dal regime fascista in Italia, da cui rimase escluso l'italiano svizzero. Nel secondo dopoguerra, in seguito alla vittoria alleata e alla presenza anglo-americana in Italia, gli anglicismi ebbero una forte ripresa per quantità e conobbero cambiamenti qualitativi, come l'assenza di mediazione del francese, un maggiore ingresso di forme non adattate, un maggiore ruolo del parlato rispetto allo scritto, con una relativa maggiore aderenza alla pronuncia (a differenza di prestiti come l'ottocentesco tunnel, che adottavano la pronuncia italiana).

### Aspetti socioculturali
Osservando che le lingue non si impongono solo per caratteri intrinseci (maggior funzionalità, efficacia, brevità, ecc.) ma soprattutto per fattori esterni (influenza economica, militare, culturale di un popolo più potente), alcuni studiosi, in maniera più o meno marcata, hanno voluto porre l'accento sul fatto che il fenomeno non può essere ridotto a una prospettiva prettamente linguistica interna all'italofonia, ma va inquadrato in un campo più ampio di relazioni di carattere socioculturale, politico ed economico tra l'Italia e il mondo anglosassone. L'itanglese si configura sotto certi aspetti come un fenomeno che si rafforza da solo, per cui una diffusione maggiore degli anglicismi nella lingua fa percepire più prestigioso e centrale il mondo anglosassone (generando, di conseguenza, vantaggi economici, politici e socioculturali per i paesi anglofoni), e questa percezione, a sua volta, spinge gli italofoni ad adottare sempre più anglicismi; a tale processo si accompagna, simmetricamente, un sentimento di disamore e disistima degli italofoni per la loro lingua stessa.
Va anche considerato che il fenomeno della penetrazione dell'inglese nell'italiano, rispetto a quanto avviene nelle altre grandi lingue romanze (spagnolo, francese, portoghese) è tanto più intenso e diverso da costituire oggi di fatto un'«anomalia» all'interno della famiglia linguistica romanza.

## Studi al riguardo
Un primo approccio sistematico allo studio dell'intrusione di termini inglesi nell'italiano apparve alla fine degli anni '70 del Novecento, con la pubblicazione della monografia intitolata Parliamo itang'liano. Ovvero le 400 parole inglesi che deve sapere chi vuole fare carriera, a opera di Giacomo Elliot (probabile pseudonimo di Roberto Vacca). Il testo ricevette una accorata recensione di Primo Levi, e coniò il termine «itangliano», che divenne il primo usato per descrivere la crescente pervasività dell'inglese in molti settori della lingua italiana. In ambito accademico, il primo a trattare in modo diffuso e approfondito il tema fu il linguista Arrigo Castellani, che sull'itanglese centrò l'articolo scientifico Morbus anglicus, pubblicato nel 1987 sulla rivista Studi linguistici italiani. Lo studioso non riprese il termine itangliano, ma si avvalse, appunto, dell'espressione latina Morbus anglicus, per equiparare il fenomeno a un morbo, una malattia.
Dopo un lungo periodo di scarsa attenzione, il tema è tornato al centro dell'attenzione pubblica italiana tra il 2009 e il 2013, in seguito all'iniziativa della Agenzia Agostini Associati SRL, una società privata di traduzione che ha lanciato la campagna Stop Itanglese, dichiarando di volere sensibilizzare l'opinione pubblica sull'uso superfluo di parole inglesi in italiano, e accompagnandola con una serie di iniziative accessorie, come il Codice Itanglese, la classifica degli anglicismi più usati e la proposta di traducenti italiani per molti anglicismi. Il termine «itanglese» è stato rapidamente ripreso e diffuso dagli studiosi e dai mezzi di comunicazione, e così associato in modo stabile al fenomeno. Un'ulteriore iniziativa è stata lanciata dalla pubblicitaria ed esperta di comunicazione Annamaria Testa: la petizione Un intervento per la lingua italiana, che ha chiesto a Governo, amministrazioni pubbliche, media e le imprese di limitare l'uso degli anglicismi, ha raccolto in breve tempo oltre 70.000 firme e ottenuto l'appoggio della Accademia della Crusca. Più nota come Dillo in italiano, a causa del relativo hashtag con cui si è pubblicizzata sulle reti sociali, ha raccolto un'importante eco mediatica, ravvivando il dibattito pubblico tra favorevoli e contrari agli anglicismi. Nell'appoggiare tale petizione la Crusca, attraverso il suo presidente Claudio Marazzini, ha inoltre espresso l'intenzione di occuparsi in modo più mirato del tema, verificando la circolazione di neologismi e, in caso di anglicismi o altri forestierismi, valutando la possibilità di sostituirli con termini italiani. A questo scopo alla fine del 2015 la Crusca ha istituito il Gruppo Incipit, un osservatorio sui neologismi e forestierismi incipienti che ha il compito di monitorare ed esprimere pareri sui nuovi forestierismi impiegati in ambito politico, comunicativo e sociale, suggerendo alternative in italiano tramite i propri comunicati stampa. Il gruppo si è formato in seguito al convegno della stessa Accademia dal titolo La lingua italiana e le lingue romanze di fronte agli anglicismi.
In seguito a tali iniziative, il tema dell'uso e abuso degli anglicismi ha acquisito e mantenuto una certa visibilità sui mezzi di comunicazione di massa, contando su una crescente produzione di scritti accademici ed editoriali. Nell'indifferenza dei media, nel 2018 il Dipartimento per le politiche europee del governo italiano ha attivato il servizio EuroParole, dotato di un proprio sito, nel quale gli anglicismi più frequenti usati nei siti del governo vengono presentati con il corrispondente termine italiano e spiegati brevemente nell'uso, con fonti e occorrenze. Nel 2019 lo stesso Dipartimento ha poi lanciato l'iniziativa sulle reti sociali per «individuare delle #EuroParole che consentano una comprensione più facile e più diretta di concetti spesso lontani dal sentire comune» come fiscal compact, quantitative easing, hotspot e Geoblocking per una loro corretta traduzione in italiano. Negli ultimi anni, di fronte a quella che è percepita come una generale indifferenza o acquiescenza da parte delle istituzioni e del dibattito pubblico, si sono infine aggiunte iniziative dal basso, di frequente attraverso la creazione di siti, portali, blog, gruppi e comunità sulle reti sociali che invitano alla discussione sull'uso degli anglicismi in italiano, spesso assumendo esplicitamente una posizione favorevole o contraria.
In Svizzera, paese plurilingue in cui l'italiano è lingua nazionale e ufficiale a livello federale e cantonale, l'uso di anglicismi è stato oggetto di numerose riflessioni e iniziative da parte di tutte le comunità linguistiche, inclusa quella italiana. Oltre ad azioni volte a promuovere l'italiano in tutto il Paese, e ad evitare che l'insegnamento dell'inglese come lingua straniera si sostituisca a quello delle altre lingue nazionali, le amministrazioni federali e cantonali e le associazioni civiche elvetiche promuovono da tempo iniziative per un minor uso di anglicismi nella comunicazione istituzionale. L'esito favorevole di alcune di esse porta all'adozione di termini italiani che sono invece espressi con prestiti inglesi dalle istituzioni e dai media italiani: come nel caso di question time, che nell'italiano svizzero è l'«ora delle domande».

### Indagini settoriali
I risultati della prima rilevazione condotta dall'Agenzia Agostini sono stati pubblicati nel 2009, e si basano sull'analisi di un campione di 58 milioni di parole prodotte da 200 aziende italiane appartenenti a 15 diversi settori. Il campione è stato ricavato da documenti in italiano prodotti dalle imprese in due diversi anni, il 2000 e il 2008, e rappresentativi di varie funzioni aziendali (marketing, finanza, risorse umane, produzione, acquisti). La comparazione dei due anni ha rilevato nel 2008 un incremento nell'uso di termini inglesi nei documenti pari al 773%. L'azienda ha poi ripetuto la rilevazione nei sei anni successivi, a cadenza biennale, impiegando un campione analogo di imprese e documenti che hanno costituito i corpus linguistici analizzati. La seconda indagine ha analizzato i documenti prodotti nel biennio 2009-2010, riportando un incremento del +223% degli anglicismi. La terza indagine, svolta per gli anni 2010-2011, ha evidenziato una crescita degli anglicismi pari al 343%. La crescita a tre cifre è stata confermata anche dalla quarta indagine, condotta sugli anni 2012-2013, rilevando un aumento del 440% degli anglicismi impiegati nei documenti aziendali.

### Incidenza sul lessico
La presenza di parole straniere nell'italiano è da secoli oggetto di studio dei linguisti, benché l'interesse accademico non si traduca necessariamente in una presa di posizione sul tema o in una richiesta di politiche linguistiche. Uno dei moderni metodi con cui gli studiosi stimano il peso dei forestierismi nel lessico di una lingua è l'analisi della loro incidenza nei dizionari – dell'uso, storici, etimologici o specializzati. L'analisi dell'incidenza produce stime che possono variare sia in base al dizionario usato che alla definizione patrimonio lessicale totale: infatti, la definizione del patrimonio lessicale può includere solo i lemmi propriamente detti, oppure includere anche delle alterazioni di lemmi principali (es. diminutivi, accrescitivi, vezzeggiativi, dispregiativi) che vengono normalmente trattate come entità lessicali non autonome – i cosiddetti sottolemmi.
Agli inizi degli anni '60, nel suo libro Storia linguistica dell’Italia unita (1963), il linguista Tullio De Mauro analizzò un campione di 500 vocaboli e calcolò che i forestierismi non adattati in italiano ammontassero all'1,4% del patrimonio lessicale totale (pari a 7 forestierismi nel campione analizzato). Nonostante De Mauro non si riferisse specificamente ai soli prestiti di origine inglese, una successiva analisi stimò che negli stessi anni gli anglicismi contribuissero a circa un terzo del totale dei forestierismi, aggirandosi tra lo 0,5 e l'1% del lessico dell'italiano. In uno studio specialistico condotto quasi dieci anni dopo, Influssi inglesi nella lingua italiana (1972), il linguista serbo Ivan Klajn registrò un moderato incremento, identificando 1.600 anglicismi non adattati, pari a poco più dell'1% del totale del patrimonio lessicale.
Nell'arco dei successivi trent'anni, le fonti lessicografiche registrarono un ulteriore aumento dei numeri assoluti, sebbene questo si traducesse in una crescita limitata in termini percentuali: nel 1997, il Dizionario di Italiano Sabatini-Coletti (DISC) censiva 2.083 anglicismi, pari a circa il 2% del totale, con numeri e progressioni superiori a quelli del Vocabolario della lingua italiana del 1997 di Treccani – 1.911 lemmi, pari all'1,5% – ma simili a quelli registrati dallo Zingarelli 2000 – 2.055 lemmi, poco meno del 2%.
In due differenti studi sui forestierismi, condotti sui dizionari Zingarelli e Devoto-Oli, il linguista Antonio Zoppetti rileva una crescita ancora più rilevante dei prestiti inglesi non adattati nel nuovo millennio. L'analisi sul Devoto-Oli 2017 rileva 3.522 anglicismi crudi, di cui circa il 6% (215) adottati entro la fine del XIX secolo, oltre il 67% (2.376) nel XX secolo e poco meno del 15% (509) nei primi due decenni del XXI secolo. Lo studio evidenzia in particolare:
- come gli anglicismi, quasi assenti fino alla fine dell'800, siano entrati massicciamente e a un ritmo crescente nel corso del XX secolo. Difatti, oltre il 73% dei prestiti inglesi entrati nel '900 è attestato nella seconda metà del secolo;
- che i 509 anglicismi registrati tra il 2000 e il 2017 rappresentano quasi la metà dei neologismi del XXI secolo (509 su 1.049 nuovi lemmi), ed evidenziano un afflusso sostenuto, con una media di trenta all'anno.

L'analisi dello Zingarelli, generalmente meno aperto del Devoto-Oli all'accoglimento dei termini inglesi, registra 1.811 anglicismi crudi nel 1995, 2.055 nel 2000, 2.219 nel 2004, 2.318 nel 2006, e 2.761 nel 2017. Anche questo studio rileva come i prestiti non adattati dall'inglese costituiscano quasi la metà dei neologismi registrati nel nuovo millennio, confermando i risultati di una precedente indagine condotta nel 2016 dal linguista Giuseppe Antonelli. In questo secondo studio, Zoppetti evidenzia inoltre che:
- gli ibridismi composti da elementi italiani e inglesi – per esempio verbi parzialmente italianizzati quali speakerare, bloggare, surfare, twittare – sono esclusi dal computo degli anglicismi crudi nel suo studio. Di conseguenza, l'incidenza degli anglicismi è calcolata per difetto, e classificazioni più restrittive stimerebbero valori maggiori;
- ipotizzando un tasso di crescita annuale costante, e uguale a quello rilevato in questa analisi, si può stimare un'entrata di 1419 nuovi anglicismi entro il 2050, che porterebbe il totale a 4180, pari al 3,9% del patrimonio lessicale totale;
- lo stimare l'incidenza degli anglicismi sull'intero patrimonio lessicale, generalmente adottata negli studi precedenti e mantenuta nella sua analisi, contribuisce a sottovalutare il fenomeno. Poiché i linguisti sono concordi nel riconoscere che la quasi totalità degli anglicismi sono sostantivi, egli propone un'analisi concentrata sui soli sostantivi e stima un'incidenza di lemmi inglesi pari al 3,5% nel 1995 e al 4,6% nel 2017, prevedendo un aumento al 6,9% nel 2050 (a parità di condizioni).

## Manifestazioni del fenomeno

### Ibridazione
Esempi evidenti di itanglese si possono riscontrare nei linguaggi settoriali dell'informatica, dello sport, e più in generale in ambito aziendale. In tali settori all'uso consistente di anglicismi crudi, anche quando l'italiano prevede una o più valide alternative, si affiancano veri e propri neologismi ibridi fra le due lingue (ibridismi), percepiti e usati come tecnicismi. In alcuni casi, i verbi italianizzati derivano non dal verbo inglese, ma da un sostantivo a sua volta non tradotto in italiano. In inglese, e specialmente nell'uso americano, i sostantivi possono infatti essere utilizzati come verbi. Ad esempio, committare non viene usato con il significato di "impegnarsi" (il significato letterale del verbo to commit) ma, in ambito informatico, nel senso di "eseguire l'azione di commit", ovvero creare una nuova versione su un sistema di gestione condivisa di codice sorgente. La tabella seguente fornisce un elenco non esaustivo di ibridismi:
| ibridismo    | origine in inglese                     | equivalente italiano                 | ambito                   |
| ------------ | -------------------------------------- | ------------------------------------ | ------------------------ |
| bootare      | to boot (the Operating System; the OS) | avviare (il sistema operativo; l'SO) | sistemi operativi        |
| bypassare    | to bypass                              | aggirare                             |                          |
| committare   | commit (operation)                     | controllo (di versione)              | controllo di versione    |
| implementare | to implement                           | attuare; porre in opera              |                          |
| killare      | to kill                                | uccidere; terminare                  | videogiochi; informatica |
| matchare     | to match                               | abbinare; appaiare                   |                          |
| schedulare   | to schedule                            | pianificare; programmare             | informatica              |
| splittare    | to split                               | suddividere                          |                          |
| startare     | to start                               | iniziare; cominciare                 |                          |
| switchare    | to switch                              | commutare; scambiare                 |                          |
| quittare     | to quit                                | uscire; abbandonare (una partita)    | videogiochi; informatica |
| droppare     | to drop                                | buttare (a terra); gettare           | videogiochi              |
| bannare      | to ban                                 | bandire                              | internet                 |

### Pseudoanglicismi
Un fenomeno correlato è quello degli pseudoanglicismi, ovvero di quei cloni presi in prestito dall'inglese che hanno subito una traslazione di senso quando non addirittura una vera e propria invenzione di nuovi significati. La tabella seguente presenta una lista non esaustiva di pseudoanglicismi, chiarendone il significato in italiano e riportando il termine inglese corretto:
| pseudoanglicismo | significato             | inglese corretto            |
| ---------------- | ----------------------- | --------------------------- |
| beauty case      | valigetta per cosmetici | toilet bag                  |
| box              | autorimessa, garage     | garage                      |
| footing          | corsa leggera           | jogging                     |
| mister           | allenatore              | coach                       |
| recordman        | primatista              | record holder               |
| slip             | mutanda sgambata        | briefs                      |
| smart working    | lavoro agile            | remote work; work from home |

A volte lo pseudoanglicismo presenta scostamenti di senso più sottili, ma comunque errati, dal termine originale inglese: è il caso di election day, usato in italiano «giornata con più consultazioni elettorali in contemporanea», mentre in inglese intende genericamente una giornata elettorale, a prescindere dal numero di elezioni che vi si svolgono.

### Doppiaggese
Il doppiaggese è un altro analogo e ben noto fenomeno di interferenza morfosintattica esercitata dall'inglese sulla lingua italiana, veicolato dai prodotti commerciali della cultura di massa. Si tratta di una variante che compare in alcuni film come risultato del doppiaggio. Questa variante è caratterizzata da un linguaggio fortemente influenzato dalla lingua di partenza – la lingua "straniera" parlata dagli attori nel film – e una sintassi e un lessico che risultano innaturali o artificiosi nella lingua d'arrivo, ovvero la lingua parlata dagli spettatori. Si tratta di un fenomeno linguistico all'interno di un'altra varietà linguistica, il filmese, inteso come la peculiare lingua attraverso cui si esprimono i personaggi dei film (non solo quelli doppiati da altre lingue). In molti casi, le forme "artificiali" del doppiaggese si sono affermate prepotentemente nella lingua di destinazione, grazie all'influenza dei media sulla cultura di massa, insediandosi stabilmente e perdendo la percezione del loro carattere "innaturale". Un caso notevole di questa accettazione è costituito da frasi come «non c'è problema» (doppiaggese per no problem) e dall'onnipresente «assolutamente sì», nato da una sciatta e innaturale resa dell'originale inglese absolutely, la cui traduzione naturale sarebbe «certamente».

## Dibattito
(Luca Serianni, 26 aprile 2015)
Se inizialmente la discussione sull'interferenza dell'inglese vedeva confrontarsi chi sosteneva l'eccesso di nuovi prestiti inglesi e chi lo escludeva, da alcuni anni il dibattito specialistico e pubblico si concentra sulla magnitudine del fenomeno e le sue conseguenze per la lingua italiana. La contrapposizione oggi più diffusa è tra:
- chi sostiene che l'adozione degli anglicismi sia parte di un più ampio processo di evoluzione naturale dell'italiano, insieme all'informalità e all'uso di abbreviazioni e della cosiddetta "punteggiatura potenziata" (es. le emoji);
- chi contesta come nebulosa e indefinita l'idea di evoluzione naturale della lingua – specie la sua anglicizzazione – ed evidenzia come l'importazione crescente di termini e strutture del sistema linguistico inglese stia generando un creolo itanglese, che potrebbe sostituire l'italiano contro la stessa volontà dei suoi parlanti.

Oltre a questi due poli opposti, esistono inoltre una serie di posizioni intermedie.
Tra gli studiosi, il dibattito travalica la tradizionale contrapposizione tra sostenitori del normativismo, che vede con favore attività di normazione e indirizzo linguistico, e del descrittivismo linguistico, che ritiene l'evoluzione della lingua un processo naturale e non influenzabile tramite politiche linguistiche. Diversi specialisti non favorevoli a un approccio normativo raccomandano una maggiore parsimonia nell'uso di anglicismi, sebbene affidino tale scelta alla sensibilità dei parlanti, e non a specifiche azioni istituzionali. Tra questi la sociolinguista Vera Gheno, pur ribadendo la necessità di un approccio descrittivo, si è espressa a favore di un uso equilibrato degli anglicismi, da evitare quando usati per «darsi un tono» o se vi è il rischio di rendersi poco comprensibili. Il linguista e accademico Vittorio Coletti ha sottolineato che, benché l'adozione di parole straniere sia «una linfa per le lingue vive», il mancato adattamento grafico e fonetico di tali prestiti al sistema linguistico italiano è problematico, perché segno di debolezza di una cultura incapace di trovare forme proprie per dire cose nuove. Il professore emerito dell'Università degli Studi Roma Tre Francesco Sabatini, filologo e lessicografo, ha definito l'abuso di anglicismi nell'italiano odierno "un misto di pigrizia, esibizionismo ed elitarismo".
L'Accademia della Crusca, che adotta generalmente un approccio descrittivo, ha tuttavia preso pubblicamente posizione a favore di un minor uso di anglicismi, in particolare in ambito istituzionale, attraverso i comunicati stampa del Gruppo Incipit. Il linguista Luca Serianni, membro di Incipit, ha osservato come la presenza degli anglicismi negli ultimi vent'anni sia diventata particolarmente invadente nell'italiano e come, pur evitando approcci dirigisti, sia necessario attuare un'opera di persuasione verso le istituzioni con elevate responsabilità sociali, quali le istituzioni politiche. Commentando l'uso degli anglicismi sui media di massa, Serianni ha sottolineato che «Laddove l'anglicismo non si è ancora affermato, sarebbe meglio non usarlo e adoperare il sostituto italiano». Il gruppo Incipit ha ricevuto delle critiche, sia per l'esiguità del materiale prodotto rispetto alla dimensione del fenomeno, sia per le proposte di sostituzione di anglicismi con altri anglicismi (più comuni), sia per la contraddizione intrinseca tra la funzione teorica di Incipit, di intervenire per guidare la lingua, e il descrittivismo dichiarato della Crusca, che si concretizza non di rado in un uso di anglicismi anche gratuiti, assecondando e a volte persino giustificando attivamente la tendenza anglicizzante in corso nella lingua, nonostante le dichiarazioni in senso contrario.
Di fronte alla crescita sempre più pervasiva del fenomeno, non pochi linguisti che inizialmente avevano espresso posizioni ottimistiche, minimizzatrici o anche apertamente anglofile in risposta ai primi allarmi, col passare degli anni hanno via via assunto posizioni più caute o anche preoccupate, come nel caso del già citato Serianni. Tullio De Mauro stesso, probabilmente il nome più illustre del fronte aperturista anglofilo, pur senza arrivare a una conversione completa, nei suoi ultimi anni iniziò a rivedere le proprie posizioni, scrivendo la prefazione per un libro di Valle contro l'itanglese e arrivando persino a parlare di tsunami anglicus ("tsunami inglese", riprendendo il morbus anglicus castellaniano) per descrivere l'afflusso incontrollato di anglicismi in tutti i campi della lingua.
Davanti all'altissimo numero delle espressioni inglesi in circolazione in italiano, in appendice a un libro sulla questione, Antonio Zoppetti ha provocatoriamente pubblicato una traduzione in itanglese del Proemio della Divina Commedia (La Divina Comedy di Don't Alighieri) in cui in ogni verso compare almeno un anglicismo di frequenza comune (“Nel mezzo degli step di nostra vita / Mi ritrovai in location oscura...”). L'esperimento punta a testimoniare come l'itanglese si stia configurando come una varietà linguistica ormai accettata nei contesti formali, giornalistici e persino istituzionali. In riferimento alle definizioni di italiano “neostandard” di Gaetano Berruto, o di italiano “medio” di Francesco Sabatini, l'autore definisce questo registro una sorta di “italiano newstandard”, e passando dagli aspetti lessicali a quelli sociolinguistici, secondo la sua tesi l'itanglese costituirebbe una sorta di “modello linguistico e stilistico” preferito e ostentato in sempre più ambiti, che travalica il ricorso ai singoli anglicismi – talvolta espressioni passeggere – per assurgere a uno stilema ricercato caratterizzato da una “diglossia lessicale” in cui i corrispettivi inglesi sono vissuti di volta in volta come più solenni, prestigiosi, moderni o internazionali.

## Iniziative istituzionali
La pervasività degli anglicismi nella lingua italiana ha attivato iniziative di risposta da parte delle istituzioni politiche e culturali dei maggiori paesi ufficialmente italofoni: Italia e Svizzera.

### Italia
Pur se caratterizzate da una maggiore irregolarità e, attualmente, dalla mancanza di un disegno complessivo, anche in Italia si registrano reazioni istituzionali:
- nel 2010, la Commissione cultura e istruzione della Camera dei deputati ha sostenuto l'istituzione di un Consiglio Superiore della Lingua Italiana (CSLI), poi mai realizzato;[112][113]
- nel 2015, la fondazione all'interno dell'Accademia della Crusca del gruppo Incipit, che ha lo scopo esplicito di monitorare ed esprimere un parere sui forestierismi incipienti, in primo luogo anglicismi, e indicare alternative agli operatori della comunicazione e ai politici.[41] Il gruppo è nato in seguito alle 70.000 firme raccolte dalla petizione popolare "Dillo in italiano", promossa da Annamaria Testa, e al convegno dell'Accademia su La lingua italiana e le lingue romanze di fronte agli anglicismi.[34][35][43] Dalla sua nascita il gruppo opera attivamente, comunicando sul sito della Accademia e sulle reti sociali in cui questa è presente (Facebook, Twitter)[42];
- Nel 2018, il Dipartimento per le politiche europee del governo italiano ha attivato il servizio EuroParole, dotato di un proprio sito, nel quale gli anglicismi più frequenti usati nei siti del governo vengono presentati con il corrispondente termine italiano e spiegati brevemente nell'uso, con fonti e occorrenze.[50][51] Nel 2019 lo stesso Dipartimento ha poi lanciato l'iniziativa #EuroParole sulle reti sociali.[52]

### Svizzera
In osservanza al principio della comprensibilità, la Svizzera ha attivato per l'italiano (come per il tedesco e il francese) i seguenti servizi per la gestione dei forestierismi e in particolare degli anglicismi:
- raccomandazioni relative all'uso di termini stranieri[56];
- la banca dati terminologica TERMDAT, che intende fornire a operatori della comunicazione, politici e cittadini comuni le risorse per una sostituzione degli anglicismi[115][116].